# Хухлотваямские источники
Хухлотваямские источники — минеральные источники на полуострове Камчатка.
Расположены хухлотваямские горячие источники в долине речки Хухлотваям (не смешивать с Хухотваямом), который впадает в Левую Русакова (Сановаям) в 4 км ниже Русаковских источников и отделенная от основной реки отрогом Срединного хребта — Каюританом. Источники состоят из трех групп. Первая группа располагается у подножия левого борта долины. Температура воды в грифонах до 76 °C.
Суммарный дебит всех трех групп источников около 100 л/с.